# Ethel Barrymore
Ethel Barrymore, född Ethel Mae Blythe den 15 augusti 1879 i Philadelphia, Pennsylvania, död 18 juni 1959 i Los Angeles, Kalifornien, var en amerikansk skådespelare från den berömda teaterfamiljen Barrymore.
Hon var syster till John Barrymore och Lionel Barrymore. Hon fick sin utbildning vid en klosterskola och gjorde scendebut som 15-åring tillsammans med sin morbror, John Drew, som var sin tids främste skådespelare. Broadwaydebut år 1900. Winston Churchill friade till henne runt sekelskiftet men hon sade nej. Hon gifte sig 1909 med Russell Griswold Colt. Äktenskapet slutade 1923 i skilsmässa.
Hon skapade snart sig ett namn som "den amerikanska scenens drottning". Hon medverkade i några stumfilmer, bl.a. The Nightingale (1914) och The American Widow (1917). Hon gjorde också 1932 sin enda film tillsammans med sina berömda bröder, Rasputin and the Empress. Hon förblev annars teaterscenen trogen fram till 1944, då hon gjorde comeback inom filmen, och vann en Oscar för bästa kvinnliga biroll i Blott den som längtan känt.
Hon var också känd för sin humor, enorma boksamling och sin stora passion för baseboll. Hennes grav finns på Calvary Cemetery i Los Angeles. Hon var troende katolik. Ethel Barrymore Theatre i New York har fått sitt namn efter henne.

## Filmografi i urval
- 1932 – Rasputin and the Empress
- 1944 – Blott den som längtan känt...
- 1945 – Spiraltrappan
- 1947 – Katrin gör karriär
- 1949 – Porträtt av Jennie
- 1949 – En droppe negerblod
- 1951 – Ensam dam får besök
- 1954 – Unga hjärtan